# تشارلز كيفر
تشارلز كيفر (بالإنجليزية: Charles Kieffer)‏ هو مجدف أمريكي، ولد في 11 أغسطس 1910 في فيلادلفيا في الولايات المتحدة، وتوفي في 8 نوفمبر 1975 في كويكرتاون في الولايات المتحدة.

## وصلات خارجية
- تشارلز كيفر على موقع الاتحاد الدولي للتجديف (الإنجليزية)
- تشارلز كيفر على موقع اللجنة الأولمبية الدولية (الإنجليزية)
- تشارلز كيفر على موقع أوليمبيديا (الإنجليزية)